# Crop
『Crop』（クロップ）は、オレンジスパイニクラブがワーナーミュージック・ジャパンから2023年9月20日にリリースしたメジャー2作目のオリジナル・アルバムである。

## 内容
前作『アンメジャラブル』から約1年11ヶ月ぶりのオリジナル・アルバム。前作とは異なり、収録曲の約半分が既存曲である。
また、このアルバムを引っさげたツアー『2nd Full Album「Crop」Release ONEMAN TOUR 2023 -見えないものに愛を-』が開催された。

## 収録曲
1. ルージュ [3:10]
作詞・作曲：スズキナオト
編曲：オレンジスパイニクラブ
  - 2023年6月23日に先行配信された[1]。
2. 君のいる方へ [2:18]
作詞・作曲：スズキナオト
編曲：オレンジスパイニクラブ
  - 2ndデジタルシングル
3. タイムトラベルメロン [2:33]
作詞・作曲：スズキナオト
編曲：オレンジスパイニクラブ
  - 3rdデジタルシングル
  - テレビ東京系『真相は耳の中』主題歌
4. no reason [1:16]
作詞・作曲：スズキユウスケ
編曲：オレンジスパイニクラブ
  - インディーズ時代の曲調を意識して制作された。
5. Crop [3:08]
作詞：スズキユウスケ
作曲：スズキナオト
編曲：トオミヨウ
  - 「家族」をテーマにしており、スズキ兄弟が共作した初めての楽曲[2]。
  - 2023年8月27日に放送されたLucky FM 茨城「レバレジーズ presents MUSIC COUNTDOWN 10&10」にて初オンエア[2]。
  - 2023年8月30日に先行配信された[2]。
6. ハルによろしく [3:49]
作詞・作曲：スズキユウスケ
編曲：トオミヨウ
  - 6thデジタルシングル
  - バンド史上初のプロデューサーにトオミヨウを迎えて制作された楽曲。
7. ピンクフラミンゴ [2:14]
作詞・作曲：スズキナオト
編曲：オレンジスパイニクラブ
  - レコーディング自体は以前から行っており、本作の中で最初期に完成した曲。
  - メロディーはナオトが夢の中で思いついた。
  - 女性ヴォーカルの声を入れたかったが、女性ヴォーカルの知り合いがいなかったため、マネージャーが歌唱している。
8. さなぎ [3:55]
作詞・作曲：スズキユウスケ
編曲：オレンジスパイニクラブ
9. 洒落 [2:15]
作詞・作曲：スズキユウスケ
編曲：トオミヨウ
  - 7thデジタルシングル
10. パピコ [4:53]
作詞・作曲：スズキナオト
編曲：オレンジスパイニクラブ
  - 4thデジタルシングル
11. レイジーモーニング [2:51]
作詞・作曲：スズキユウスケ
編曲：オレンジスパイニクラブ
  - 5thデジタルシングル
12. 9分間 [3:07]
作詞・作曲：スズキユウスケ
編曲：オレンジスパイニクラブ
13. hug. [3:54]
作詞・作曲：スズキナオト
編曲：トオミヨウ

## メディア披露
| 出演日 | 出演日  | 番組名                                                   | 放送局             | 演奏曲                                                                                 |
| 年     | 月日    | 番組名                                                   | 放送局             | 演奏曲                                                                                 |
| ------ | ------- | -------------------------------------------------------- | ------------------ | -------------------------------------------------------------------------------------- |
| 2024年 | 1月29日 | オレンジスパイニクラブ LIVE SPECIAL -見えないものに愛を- | スペースシャワーTV | ルージュ 君のいる方へ タイムトラベルメロン no reason Crop ピンクフラミンゴ パピコ hug. |